# Blair Crossing Bridge
Die Blair Crossing Bridge, auch Blair Railroad Bridge, ist eine eingleisige Eisenbahnbrücke über den Missouri zwischen der Stadt Blair in Nebraska und dem Harrison County in Iowa. Sie verläuft parallel zur Straßenbrücke des U.S. Highway 30 und liegt nur einige Kilometer flussaufwärts vom 2016 abgeschalteten Kernkraftwerk Fort Calhoun. Die Brücke geht auf eine der ersten Eisenbahnbrücken über den Fluss aus dem Jahre 1883 zurück, für deren Standort ausgedehnte wasserbauliche Maßnahmen zur Flussregulierung nötig waren. Die Fachwerkbrücke wurde von der Sioux City and Pacific Railroad (SC&P) errichtet, die später Teil des Eisenbahnnetzes der Chicago and North Western Railway (C&NW) wurde. Durch die rasante Entwicklung der Lokomotiven und Frachtmengen Anfang des 20. Jahrhunderts musste die C&NW 1924 den Überbau ersetzen. Die C&NW ging 1995 in der Union Pacific Railroad auf, welche die Brücke heute als Teil der Blair Subdivision auf ihrem Ost-West-Korridor nutzt.

## Erste Brücke 1883
Die Sioux City and Pacific Railroad (SC&P) wurde 1864 als Verbindung von Sioux City nach Fremont gegründet, wo sie Anschluss an die erste transkontinentale Eisenbahn zwischen Sacramento und Omaha bieten sollte. Die Querung des Missouri erfolgte ab 1870 in Blair durch die Missouri Valley and Blair Railway and Bridge Company – Tochtergesellschaft der SC&P – umständlich und zeitintensiv mittels Eisenbahnfähren oder im Winter durch temporäre Eisenbahngleise über den zugefrorenen Fluss. Zum Bau einer permanenten Brücke kontaktierten Vertreter der SC&P und der Präsident der Eisenbahntransfergesellschaft Marvin Hughitt Ende 1881 den Brückenbau-Ingenieur George S. Morison. Es sollte die elfte Eisenbahnbrücke über den Missouri werden, sowie Morisons dritte über den Fluss nach der Plattsmouth Railroad Bridge (1880) und der Bismarck Bridge (1882).

### Flusslauf

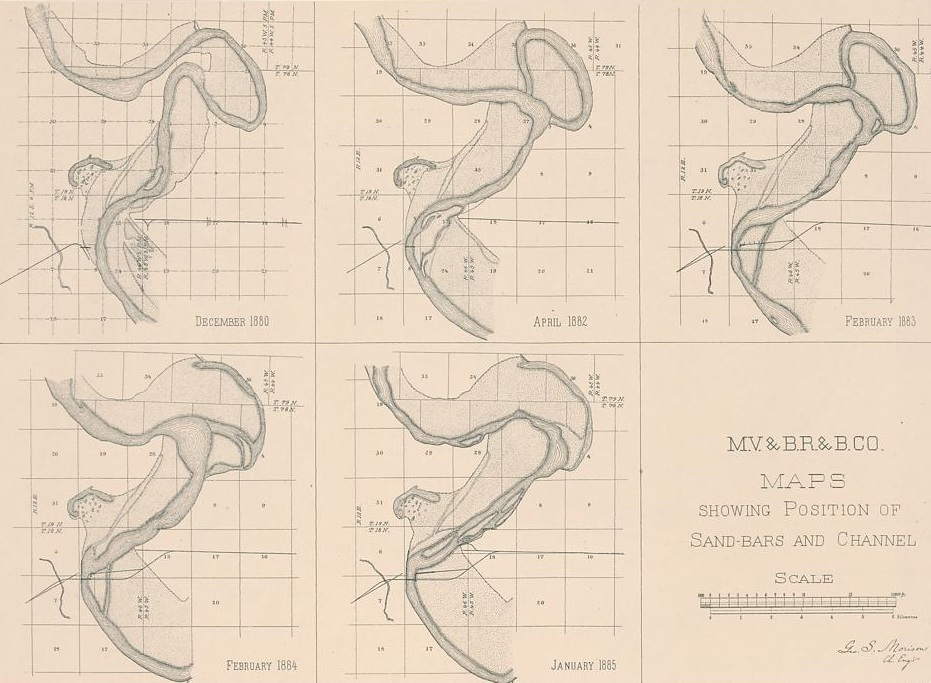
Verlauf des Missouri oberhalb von Blair von 1880 (oben links) bis 1885 (unten Mitte)

Eine besondere Herausforderung stellte der Flusslauf des Missouris dar, der mehrere Kilometer flussauf und flussab von Blair keine natürliche Begrenzung durch eine hohe Uferböschung besaß und wandernde Sandbänke dem Fluss nach den Frühjahresfluten einen ständig neuen Verlauf gaben. Um den Flusslauf bei Niedrigwasser langfristig unterhalb einer Brücke mit überschaubarer Länge halten zu können, waren aufwändige wasserbauliche Maßnahmen zur Flussregulierung nötig. Morison ließ ab Sommer 1882 auf der Ostseite flussauf der zukünftigen Brücke einen Deich errichten, der den Missouri auch bei Hochwasser auf eine Weite von circa 500 Meter begrenzen, das Ausbilden von Seitenarmen verhindern und vorhandene verschließen sollte. Zusätzlich mussten das Ost- und Westufer sowie das angrenzende Flussbett, einschließlich der Bereiche um die Brückenpfeiler, gegen strömungsbedingte Auskolkung geschützt werden. Dazu wurden riesige Matten aus Baumstämmen und Zweigen verlegt, die mit mehreren tausend Tonnen Steinen beschwert wurden. Morison ließ insgesamt über 150.000 Tonnen Stein verbauen, die hauptsächlich aus den 300 Kilometer entfernten Steinbrüchen in Le Grand beschafft werden mussten; die Kosten für den Flussbau beliefen sich dadurch auf über 400.000 US-Dollar, was fast 40 Prozent der Gesamtkosten ausmachte.

### Bauwerk

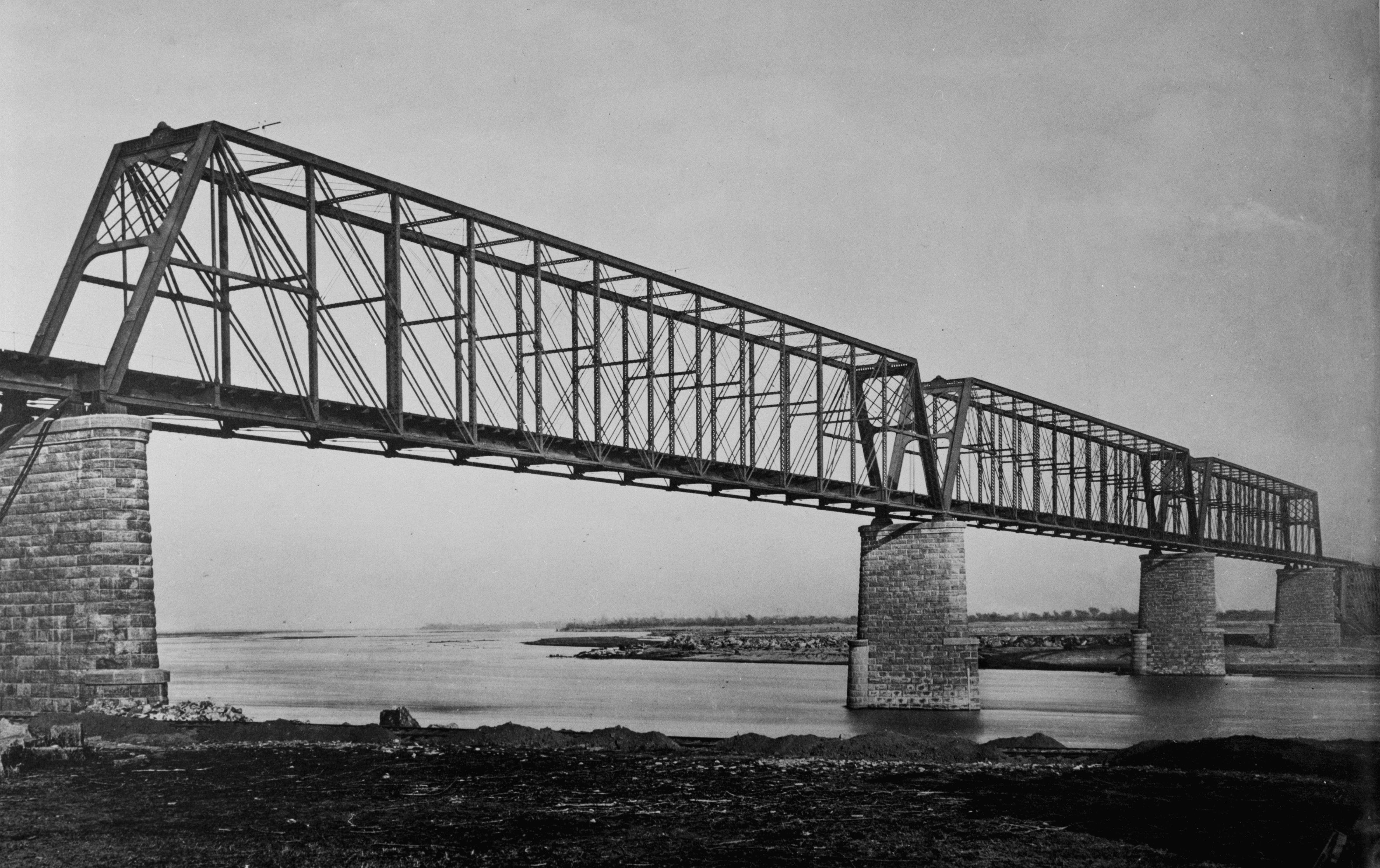
Die erste Eisenbahnbrücke in Blair 1886, gebaut von George S. Morison bis 1883

Morison begann zu jener Zeit seine Brückenbauprojekte zu standardisieren, wodurch er effizienter und präziser wurde, und entwarf gleich der Brücken in Plattsmouth und Bismarck eine hohe Fachwerkbrücke ohne beweglichen Brückenteil. Als zentrale Elemente wählte er drei seiner bevorzugten parallelgurtigen Whipple-Fachwerkträger mit untenliegendem Gleis (engl. whipple truss, nach seinem Erfinder Squire Whipple, 1804–1888). Die etwas über 100 Meter langen Träger ruhten auf vier gemauerten Steinpfeilern, die mittels Senkkästen bis zur Tiefe des Grundgesteins gebaut wurden. Zum jeweiligen Widerlager folgten kürzere Fachwerkträger mit obenliegendem Gleis von 36 Meter Länge auf der Ostseite und 54 Meter auf der Westseite. Morison ersetzte zunehmend das übliche Guss- und Schmiedeeisen durch den neuen Werkstoff Stahl und verwendete für die drei zentralen Fachwerkträger der Blair Crossing Bridge bereits einen Anteil von 37 Prozent. Für die ansteigenden Zufahrten zur Brücke ließ Morison mehrere hundert Meter lange hölzerne Trestle-Brücken errichten, die später größtenteils durch Erdschüttungen ersetzt wurden; auf der Westseite musste dabei vor den Toren von Blair noch der kleine Fish Creek überquert werden, über den heute Balkenbrücken führen. Die Arbeiten an den Brückenpfeilern begannen im Oktober 1882 und waren im Mai 1883 abgeschlossen. Die Fachwerkträger wurden ab Juni aufgebaut und der erste Testzug konnte die Brücke Ende Oktober 1883 passieren.

## Zweite Brücke 1924

### Neuer Überbau

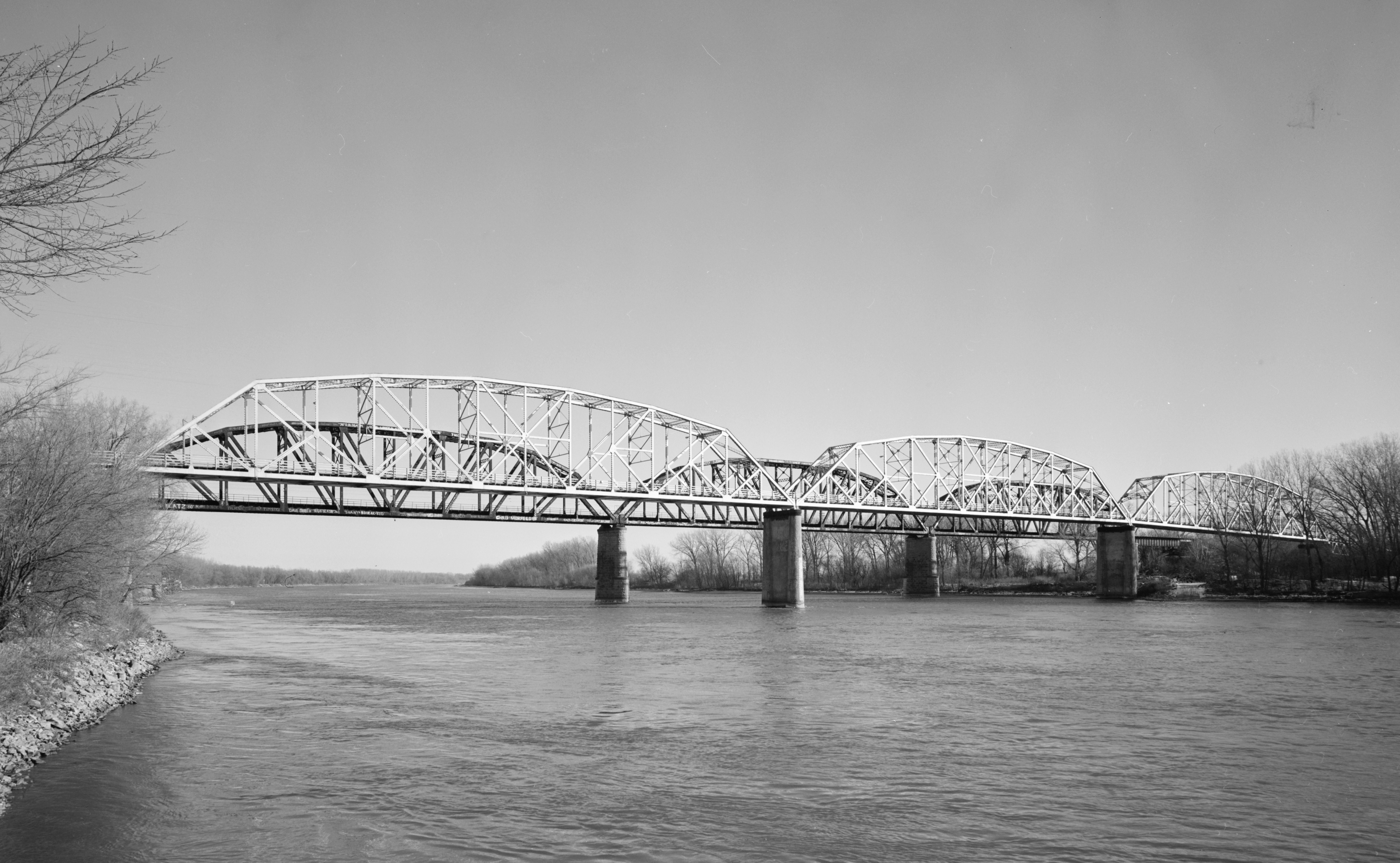
Der zweite Überbau der Eisenbahnbrücke von 1924 hinter der ehemaligen Straßenbrücke, 1929–1991 (Foto von 1987)

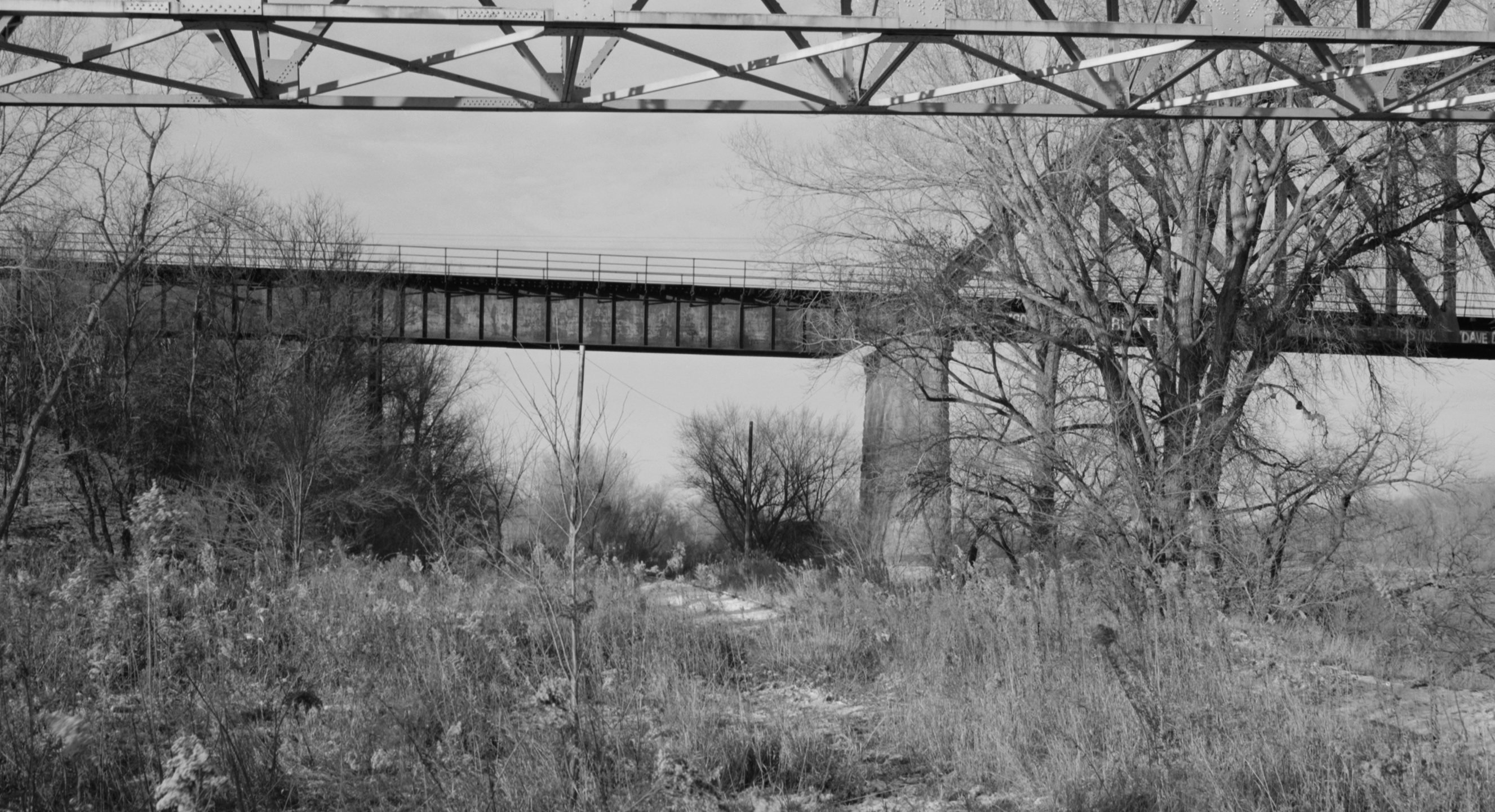
Balkenbrücke mit Vollwandträgern auf der Westseite (Foto von 1987)

Mit der Entwicklung von immer leistungsstärkeren Lokomotiven Anfang des 20. Jahrhunderts vergrößerten sich die Gewichte der Triebwagen und der transportierten Lasten. Die Brücke kam dadurch Anfang der 1920er Jahre an ihre Belastungsgrenze und die Chicago and North Western Railway (C&NW) sah sich als damaliger Betreiber gezwungen die Brücke mit einem neuen Überbau mit höherer Traglast zu versehen; die Brückenpfeiler waren nach wie vor in einem hervorragenden Zustand und konnten weiterverwendet werden. Die Ingenieure der C&NW entwarfen drei neue Fachwerkträger aus Stahl in Parker-Bauweise (benannt nach dem Brückenbau-Ingenieur Charles H. Parker, 1842–1897) mit gebogenem Obergurt in Form eines Vielecks. Diese waren für eine Achslast von 27 Tonnen konzipiert, was nach damaligen Spezifikationen etwa zwei 190-Tonnen-Lokomotiven entsprach. Die sich anschließenden kürzeren Fachwerkträger ersetzte man durch Balkenbrücken mit Vollwandträgern. Das Gesamtgewicht des Überbaus belief sich auf 2.300 Tonnen, was in etwa der doppelten Masse des ersten Überbaus von 1.140 Tonnen entspricht.
Die Herstellung und Errichtung der Träger wurde von der American Bridge Company durchgeführt; zur Aufrechterhaltung des Betriebes der Brücke erfolgte der Austausch nacheinander. Der Umbau dauerte von Mitte Oktober 1923 bis Mitte Januar 1924, wobei der Zugverkehr nur für insgesamt 17 Stunden unterbrochen werden musste. Die alten zentralen Whipple-Fachwerkträger waren auch nach 40 Jahren Betrieb in einem so guten Zustand, dass einige von ihnen noch für mehrere Jahre auf kleineren Nebenstrecken in Wyoming verwendet wurden.

### Übernahme durch die Union Pacific
Die Chicago and North Western Railway (seit Mitte der 1970er Jahre Chicago and North Western Transportation) wurde 1995 von der Union Pacific Railroad (UP) übernommen, die die Brücke heute als Teil ihres Ost-West-Korridors von Chicago an die Westküste der USA betreibt. Das Verkehrsaufkommen verteilt sich dabei an der Grenze zwischen Iowa und Nebraska zu gleichen Teilen auf die Omaha Subdivision in Richtung Osten und die Blair Subdivision in Richtung Westen. Über letztere verkehrten 2001 täglich etwa 60 Züge, die unter anderem das Cargill-Werk in Blair beliefern; der Kohletransport aus dem Powder River Basin in Wyoming und Montana verläuft über die Union Pacific Missouri River Bridge auf der Omaha Subdivision.
Als Bestandteil des Lincoln Highway wurde 1929 etwa 60 Meter flussabwärts in ähnlicher Bauweise die Abraham Lincoln Memorial Bridge errichtet, welche man 1991 durch einen Neubau ersetzte und die heute den U.S. Highway 30 führt.

### Missouri-Flut von 2011

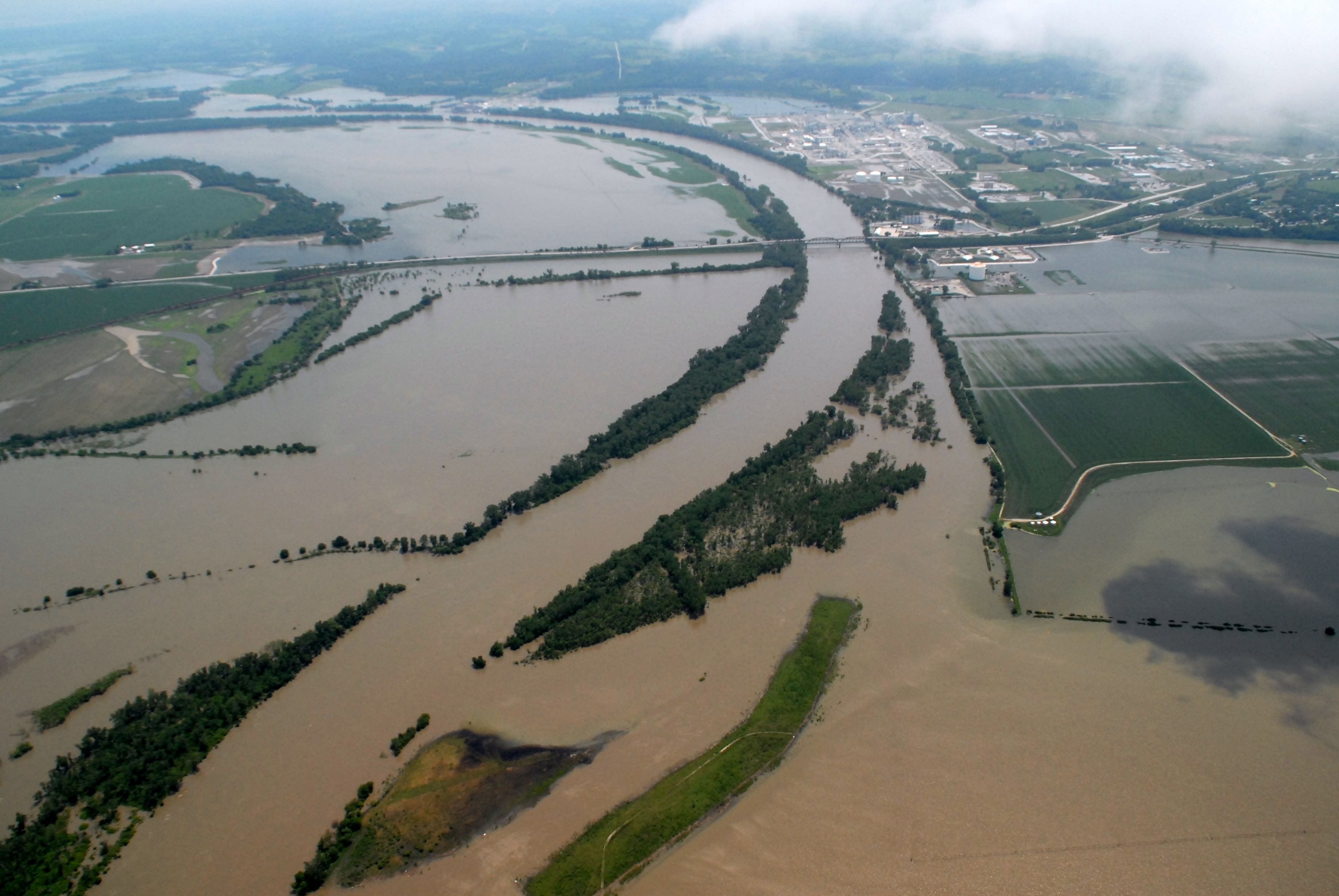
Eisenbahn- und Straßenbrücke im Juni 2011
(Blick nach Süd, Morisons Deich ist erkennbar durch die Baumreihe parallel zur Zufahrt der Ostseite)

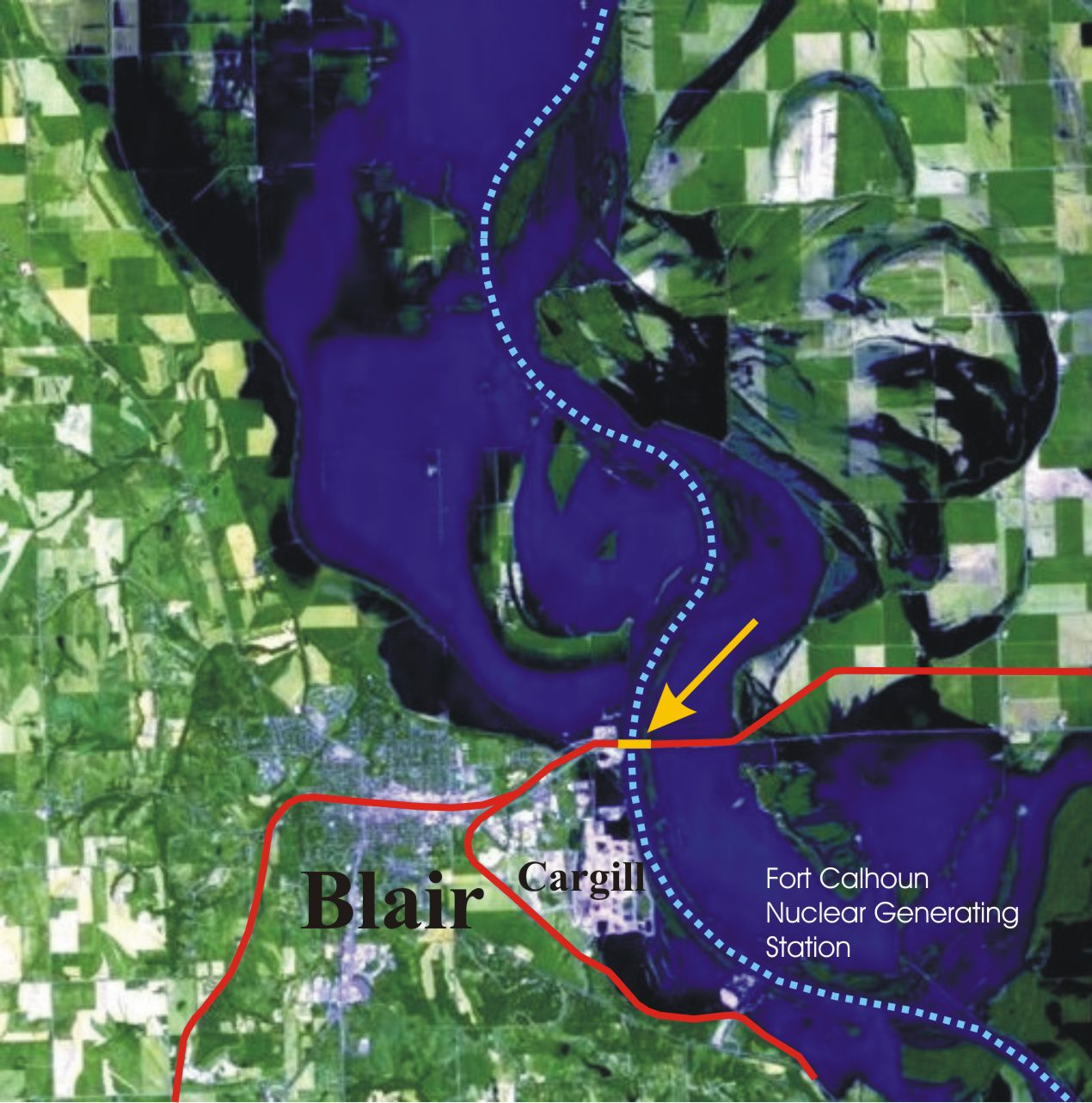
Satellitenbild des Missouri bei Blair vom 30. Juni 2011 (Flusslauf, Brücke, Gleise)

Ab den 1880er Jahren begann das United States Army Corps of Engineers entlang des Missouri mit Uferbefestigungen in dicht besiedelten Gebieten und über die Jahre wurde – wie auch oberhalb von Blair – der Fluss teilweise begradigt. Am Oberlauf des Missouri errichtete man mit dem Black Eagle Dam (1890) in Montana zudem die erste Staustufe und intensivierte ab den 1940er Jahren mit dem Pick-Sloan Missouri Basin Program die Aktivitäten zur Flussregulierung und Energieerzeugung, was zum Bau einer Vielzahl weiterer Talsperren führte. Diese können aber bei außergewöhnlich starken Frühjahresfluten die Wassermassen nicht vollständig kontrollieren und so kommt es gelegentlich zu größeren Überschwemmungen am Unterlauf des Missouri, wodurch viele alte Seitenarme wieder Wasser führen; seit den 1940er Jahren ereigneten sich am Missouri besonders schwere Flutkatastrophen in den Jahren 1943, 1952, 1967, 1978, 1993 und 2011.
Während der Missouri-Flut von 2011 musste oberhalb von Sioux City zur Entlastung der Rückhaltebecken zwischen Mai und Juli die Rekordmenge von 42 km³ Wasser abgelassen werden, was fast der dreifachen normalen Abflussmenge von etwa 16 km³ in diesem Zeitraum entsprach und auch in der Umgebung von Blair den Missouri weit über die Ufer treten ließ. Die Eisenbahnbrücke und die benachbarte Straßenbrücke des U.S. Highway 30 in Blair waren zu dieser Zeit einige der wenigen passierbaren Brücken zwischen Sioux City und Omaha. Um die Versorgung der Cargill-Bioraffinerie in Blair (Cargill Corn Milling North America biorefinery) und den Abtransport der verarbeiteten Produkte aufrechtzuerhalten, musste die UP auf über 15 Kilometern Strecke der Blair Subdivision die Gleise zwischen einigen Zentimetern und stellenweise um über einen Meter erhöhen; die Zufahrten zur Straßenbrücke in Blair wurden mit temporären Hochwassersperren aus Sandsäcken und Bigbags geschützt.